# Wallace Building
Le Wallace Building, ou 56 Pine Street, tient son nom de son développeur, James Wallace. Il est situé au 56-58 Pine Street entre les rues Pearl et William dans le Financial District de Manhattan, à New York. Construit en 1893-1894, il a été conçu par Oscar Wirz dans le style néo-roman. 

## Description
La façade du bâtiment se compose de briques, de pierres et de terre cuite et présente des colonnettes, des fenêtres profondément enfoncées et des ouvertures cintrées arrondies. Les panneaux fleuris et les têtes fantastiques qui embellissent le bâtiment sont "parmi les plus belles sculptures néobyzantines de New York".  
Le bâtiment a été désigné monument historique de la ville de New York en 1997 et a été ajouté au registre national des lieux historiques en 2003. 